# Meister der Berliner Geburt Christi
Der Meister der Berliner Geburt Christi war von 1330 bis 1340 in Süddeutschland oder Österreich tätig. Er kannte die italienische Kunst aus eigener Anschauung. In Form- und Farbgebung steht er der Florentiner Kunst besonders nahe, doch scheint er auch mit der Sieneser Malerei vertraut gewesen zu sein.

## Hintergrund
Die Berliner Geburt Christi bildete zusammen mit einer Kreuzigungstafel aus der Sammlung Bührle ein aus zwei Flügeln bestehendes Klappaltärchen. Wegen des kleinen und handlichen Formats wurde es wohl vor allem als Reisealtaltar genutzt. Das Geburtsbild entstand nach der Vorlage des um 1303/1305 entstandenen Freskos von Giotto aus der Arenakapelle. Inhaltlich bedeutsam ist die Veränderung der Mutter-Kind-Beziehung: Maria hält das Kind umfangen, anstatt es, wie in Giottos Bild, aus der Krippe zu nehmen. Es wird damit ein Motiv aus dem Bereich des Andachtsbildes integriert, aus den mächtigen Figuren Giottos werden kleine Genremotive.
Es gibt noch einige kleinere Tafeln, die mit der Werkstatt des Meisters in Verbindung gebracht werden. Ikonographisch ist die Darstellung dem Fresko sehr ähnlich, da sich neben der Verschmelzung von der Geburt Christi mit der Verkündigung an die Hirten in einer gemeinsamen Szene auch kleinere Details finden, die fast identisch dargestellt wurden. Der Meister des Täfelchens muss demnach das Wandgemälde Giottos gesehen oder zumindest eine Kopie davon gekannt haben. Bei der Berliner Geburt Christi wurde ein Bild aus der Monumentalkunst in ein Kleinformat übertragen.

## Beschreibung des Gemäldes
Das Gemälde, nach dem der Meister seinen Namen erhielt, kam im Jahr 1919 aus dem Münchner Kunsthandel in den Besitz des Kaiser-Friedrich-Museums in Berlin. Es hat die Abmessungen 33 × 24 cm. Es ist in Tempera auf einer Leinwandauflage auf Rotbuchenholz hergestellt. Das Bild wird wie folgt beschrieben:

„In einer Berglandschaft liegt unter einem von schlanken Pfosten getragenen Dach Maria und drückt das in Windeln gewickelte Kind an sich. Vor ihr an der Krippe stehen Ochse und Esel. Hinter ihr, am Fußende ihres Lagers, sitzt Joseph und hat das Haupt in die Hand gestützt. Rechts sieht man zwei Hirten und ihre Herde, oben fünf kleine Engel. Goldgrund, von dem meist nur die Untermalung noch erhalten ist, mit gepunztem Ornament.“

Das Gemälde befand sich früher im Besitz des Herrn von Stülpnagel in Potsdam. Die Darstellung ähnelt dabei der Geburt Christi des Meisters von Hohenfurth in einem Zyklus im Stift Hohenfurt in Böhmen und steht in Verbindung mit der Kreuzigung Christi in der Sammlung Julius Böhler in München.